# Список опер Фикрета Амирова
В статье представлены оперы советского, азербайджанского композитора Фикрета Амирова.

## Список
| № | Название оперы | Год создания   | Информация | Изображение |
| - | -------------- | -------------- | --- | ----------- |
| 1 | Улдуз          | 1948 год       | - Первая опера композитора. - Автором либретто является народный артист Азербайджанской ССР Исмаил Идаятзаде. - Является одноактной оперой. - Является дипломной работой Фикрет Амирова (выпускник Азербайджанской государственной консерватории) |             |
| 2 | Севиль         | 1949—1952 годы | - Лирико-психологическая опера в 4-х действиях. - Написана по мотивам одноимённой драмы драматурга Джафара Джаббарлы. - Автором либретто является Талет Эюбов. - Впервые была поставлена на сцене Азербайджанского театра оперы и балета имени М. Ф. Ахундова в Баку в 1953 году. - Тема оперы — раскрепощения азербайджанской женщины. - В 1970 году был снят одноимённый фильм-опера по мотивам оперы Амирова. |             |